# Acer salweenense
Acer salweenense é uma espécie de árvore do gênero Acer, pertencente à família Aceraceae.